# Simulium sechani
Simulium sechani es una especie de insecto del género Simulium, familia Simuliidae, orden Diptera.
Fue descrita científicamente por Craig & Fossati, 1995.